# Centaurea spinosociliata
Centaurea spinosociliata — вид квіткових рослин родини айстрових (Asteraceae). Ареал: Хорватія.